# Dziewięć Włók (Kalwa)
Dziewięć Włók (niem. Neunhuben) – przysiółek wsi Kalwa w Polsce, położony w województwie pomorskim, w powiecie sztumskim, w gminie Stary Targ, przy drodze wojewódzkiej nr 515. Przysiółek wchodzi w skład sołectwa Kalwa.
Wieś szlachecka położona była w I Rzeczypospolitej w województwie malborskim. Miejscowość pierwotnie była osadą folwarczną (folwark istniał do XIX wieku) o nieregularnym układzie przestrzennym, który nie został zachowany; utrzymało się kilka budynków z XIX wieku.
W latach 1945–1975 miejscowość administracyjnie należała do województwa gdańskiego, a w latach 1975–1998 do województwa elbląskiego.